# 남방아프리카주름상어
남방아프리카주름상어 (Chlamydoselachus africana)는 주름상어과에 속하는 상어의 일종으로 2009년에 처음 기술되었다. 앙골라와 나미비아 남쪽의 멀리 떨어진 심해에서 발견된다. 이 상어는 좀더 알려져 있는 주름상어(C. anguineus)와 구별하기는 어렵지만, 성어(成魚)는 주름상어보다 조금 작으며 머리 길이와 입 너비를 포함하여 몇몇 몸 각 부분의 비례 치수가 다르다. 유연한 턱을 가지고 있어 먹이를 통째로 삼킬 수 있으며, 안쪽으로 굽은 바늘처럼 생긴 수많은 이빨을 사용하여 먹이가 빠져나가지 못하도록 포획한다. 생식 방법은 주름상어과의 다른 종들과 마찬가지로 난태생으로 추측하고 있다.

## 분류
주름상어 (C. anguineus)는 오랫동안 주름상어과와 주름상어속의 현존하는 유일종으로 간주해 왔다. 주름상어속(Chlamydoselachus)의 두 번째 종의 존재는 1988년 2월 아프리카 남쪽의 나미비아 뤼데리츠(Lüderitz)에서 프랑스 선적(船籍)의 남아프리카 탐사 연구선 아프리카나(Africana)에 의해 잡힌 표본을 통해 처음 알려졌다.(결국 아프리카나 호(Africana)의 이름을 따서 이 종의 학명을 지었다.)
잡힌 표본은 다 자란 수컷으로 그전에 알려져 있던 주름상어(C. anguineus) 성어(成魚)보다 작았으며, 잇따른 조사 연구를 통해 이 지역의 주름상어류와 주름상어 사이의 그동안 알려지지 않았던 일관성있는 차이가 밝혀졌다. 이 신종은 2009년 이버트(David Ebert)와 컴파뇨(Leonard Compagno)가 국제동물분류 학술지 'Zootaxa'에 논문 발표를 통해 공식 기재하기 전까지는 Chlamydoselachus "sp. A"로 명명되었다. 이 정기준표본(正基準標本, holotype)은 다 자라지 않은 암컷으로 몸길이가 117cm이며, 연구 탐사선 벵구엘라 호(Benguela)가 나미비아 쿠네네 강의 수심 409m 깊이에서 잡은 것이다.